# سیراک بدوین
سیراک (ارمنی: Սիրաք Բեդւին؛ زادهٔ ۱۹۰۶) یک شاعر ارمنی‌تبار اهل ایران بود.

## زندگی‌نامه
وی با نام اصلی سیراک گالستیان (ارمنی: Սիրաք Գալստեան) در ۱۹۰۶ در تهران به دنیا آمد تحصیلات ابتدایی در مدرسه هایکازیان تهران فرا گرفت و در دبیرستان فرانسوی سن لویی ادامه تحصیل داد. اولین نوشته‌هایش در هفته‌نامه نور کیانک تهران به چاپ رسید. عضو اتحادیه نویسندگان ارمنی ایران بود.  تاریخ درگذشت وی نامشخص است.